# 安科利亞卡山
16°43′00″S 70°02′19″W / 16.71667°S 70.03861°W
安科利亞卡山（Janq'u Llaqa），是秘魯的山峰，位於該國南部莫克瓜大區，由涅托元帥省的卡魯馬斯區負責管轄，屬於安地斯山脈的一部分，海拔高度5,200米。